# 剪力

剪力使以上的部份往一個方向移動，以下的部份往反方向移動，形成剪力變形

若物體中的不同位置有方向相反而平行的力，會使得物體出現裂痕。若不同位置的力是對正的，會壓縮或伸長物體，不會有剪力

剪力是一組未對正的力，將物體一部份推往一個方向，另一部份推往相反方向。若兩個力有對正，是指向彼此的方向，此為壓縮力，不是剪力。像一疊撲克牌，在其上方施力使牌往右，下方施力使牌往左，撲克牌即承受了剪力。剪力也可以用平面來定義：「若平面通過一物體，延著這個平面作用的力即為剪力」。